# بطولة الأندية الآسيوية للكرة الطائرة للرجال 2007
بطولة الأندية الآسيوية للكرة الطائرة للرجال 2007 كانت النسخة الثامنة من بطولة الكرة الطائرة الرجالية على مستوى قارة آسيا لعام 2007 وأقيمت تحت إشراف الاتحاد الآسيوي لكرة الطائرة. أقيمت البطولة في المنامة عاصمة البحرين. فاز بيكان الإيراني بالبطولة بعد فوزه في المباراة النهائية على الهلال السعودي.

## تصنيف الفرق
صنفت الفرق على أساس الترتيب النهائي في بطولة الأندية الآسيوية للكرة الطائرة للرجال 2006.
| المجموعة أ                                                    | المجموعة ب                                              |
| ------------------------------------------------------------- | ------------------------------------------------------- |
| البحرين (المستضيف) إندونيسيا (3) اليابان قطر تايلند أوزبكستان | إيران (1) كازاخستان (2) الصين السعودية ميانمار الإمارات |

## الدور التمهيدي

### المجموعة أ
|         |                  |      | المباريات | المباريات | النقاط | النقاط | النقاط | الأشواط | الأشواط | الأشواط |
| الترتيب | الفريق           | نقاط | فوز       | خسارة     | له     | عليه   | المعدل | له      | عليه    | المعدل  |
| ------- | ---------------- | ---- | --------- | --------- | ------ | ------ | ------ | ------- | ------- | ------- |
| 1       | النجمة           | 9    | 4         | 1         | 434    | 359    | 1.209  | 14      | 5       | 2.800   |
| 2       | العربي           | 9    | 4         | 1         | 425    | 357    | 1.190  | 13      | 5       | 2.600   |
| 3       | غارودا إندونيسيا | 9    | 4         | 1         | 465    | 462    | 1.006  | 14      | 7       | 2.000   |
| 4       | سونتوري سانبيردز | 7    | 2         | 3         | 401    | 394    | 1.018  | 8       | 10      | 0.800   |
| 5       | سانغ سوم         | 6    | 1         | 4         | 361    | 441    | 0.819  | 5       | 13      | 0.385   |
| 6       | أيه جي إم كيه    | 5    | 0         | 5         | 323    | 396    | 0.816  | 1       | 15      | 0.067   |

| التاريخ | الوقت | الفريق 1         | النتيجة | الفريق 2         | المجموعة 1 | المجموعة 2 | المجموعة 3 | المجموعة 4 | المجموعة 5 | المجموع |
| ------- | ----- | ---------------- | ------- | ---------------- | ---------- | ---------- | ---------- | ---------- | ---------- | ------- |
| 1 يونيو | 09:00 | غارودا إندونيسيا | 3-1     | العربي           | 25-21      | 25-23      | 13-25      | 25-22      |            | 88-91   |
| 1 يونيو | 11:00 | سونتوري سانبيردز | 3-1     | سانغ سوم         | 25-14      | 23-25      | 25-18      | 25-20      |            | 98-77   |
| 1 يونيو | 17:00 | النجمة           | 3-0     | أيه جي إم كيه    | 25-21      | 25-20      | 25-14      |            |            | 75-55   |
| 2 يونيو | 11:00 | غارودا إندونيسيا | 3-2     | سونتوري سانبيردز | 25-21      | 25-23      | 16-25      | 23-25      | 15-13      | 104-107 |
| 2 يونيو | 15:00 | العربي           | 3-0     | أيه جي إم كيه    | 25-20      | 25-23      | 25-16      |            |            | 75-59   |
| 2 يونيو | 17:00 | سانغ سوم         | 0-3     | النجمة           | 10-25      | 17-25      | 11-25      |            |            | 38-75   |
| 3 يونيو | 11:00 | أيه جي إم كيه    | 1-3     | سانغ سوم         | 25-19      | 25-27      | 22-25      | 15-25      |            | 87-96   |
| 3 يونيو | 13:00 | سونتوري سانبيردز | 0-3     | العربي           | 16-25      | 20-25      | 20-25      |            |            | 56-75   |
| 3 يونيو | 19:00 | النجمة           | 3-2     | غارودا إندونيسيا | 22-25      | 19-25      | 25-19      | 25-12      | 15-11      | 106-92  |
| 4 يونيو | 11:00 | أيه جي إم كيه    | 0-3     | سونتوري سانبيردز | 22-25      | 22-25      | 19-25      |            |            | 63-75   |
| 4 يونيو | 15:00 | سانغ سوم         | 1-3     | غارودا إندونيسيا | 29-31      | 20-25      | 26-24      | 24-26      |            | 99-106  |
| 4 يونيو | 19:00 | العربي           | 3-2     | النجمة           | 21-25      | 25-23      | 23-25      | 25-23      | 15-7       | 109-103 |
| 5 يونيو | 09:00 | أيه جي إم كيه    | 0-3     | غارودا إندونيسيا | 17-25      | 19-25      | 23-25      |            |            | 59-75   |
| 5 يونيو | 11:00 | العربي           | 3-0     | سانغ سوم         | 25-20      | 25-14      | 25-17      |            |            | 75-51   |
| 5 يونيو | 19:00 | سونتوري سانبيردز | 0-3     | النجمة           | 23-25      | 23-25      | 19-25      |            |            | 65-75   |

### المجموعة ب
|         |                   |      | المباريات | المباريات | النقاط | النقاط | النقاط | الأشواط | الأشواط | الأشواط |
| الترتيب | الفريق            | نقاط | فوز       | خسارة     | له     | عليه   | المعدل | له      | عليه    | المعدل  |
| ------- | ----------------- | ---- | --------- | --------- | ------ | ------ | ------ | ------- | ------- | ------- |
| 1       | بيكان طهران       | 10   | 5         | 0         | 426    | 337    | 1.264  | 15      | 2       | 7.500   |
| 2       | الهلال            | 9    | 4         | 1         | 463    | 404    | 1.146  | 13      | 6       | 2.167   |
| 3       | شانغهاي أوريينتال | 8    | 3         | 2         | 357    | 342    | 1.044  | 9       | 6       | 1.500   |
| 4       | الأهلي            | 7    | 2         | 3         | 368    | 415    | 0.887  | 7       | 11      | 0.636   |
| 5       | راهات سسكا        | 6    | 1         | 4         | 385    | 428    | 0.900  | 6       | 12      | 0.500   |
| 6       | آسيا وورلد        | 5    | 0         | 5         | 341    | 414    | 0.824  | 2       | 15      | 0.133   |

| التاريخ | الوقت | الفريق 1          | النتيجة | الفريق 2          | المجموعة 1 | المجموعة 2 | المجموعة 3 | المجموعة 4 | المجموعة 5 | المجموع |
| ------- | ----- | ----------------- | ------- | ----------------- | ---------- | ---------- | ---------- | ---------- | ---------- | ------- |
| 1 يونيو | 09:00 | الأهلي            | 3-1     | الهلال            | 25-21      | 22-25      | 25-13      | 25-22      |            | 97-81   |
| 1 يونيو | 11:00 | شانغهاي أوريينتال | 0-3     | آسيا وورلد        | 21-25      | 19-25      | 24-26      |            |            | 64-76   |
| 1 يونيو | 15:00 | راهات سسكا        | 3-1     | بيكان طهران       | 22-25      | 25-16      | 25-16      | 25-21      |            | 97-78   |
| 2 يونيو | 09:00 | بيكان طهران       | 0-3     | آسيا وورلد        | 19-25      | 20-25      | 16-25      |            |            | 55-75   |
| 2 يونيو | 13:00 | الأهلي            | 3-0     | شانغهاي أوريينتال | 25-20      | 25-14      | 25-14      |            |            | 75-48   |
| 2 يونيو | 17:00 | الهلال            | 1-3     | راهات سسكا        | 21-25      | 25-22      | 13-25      | 22-25      |            | 81-97   |
| 3 يونيو | 09:00 | آسيا وورلد        | 3-1     | الهلال            | 25-20      | 23-25      | 25-17      | 25-22      |            | 98-84   |
| 3 يونيو | 15:00 | راهات سسكا        | 3-1     | الأهلي            | 25-21      | 18-25      | 25-17      | 25-23      |            | 93-86   |
| 3 يونيو | 17:00 | شانغهاي أوريينتال | 3-0     | بيكان طهران       | 25-19      | 25-13      | 26-24      |            |            | 76-56   |
| 4 يونيو | 09:00 | الأهلي            | 1-3     | آسيا وورلد        | 22-25      | 25-15      | 16-25      | 19-25      |            | 82-90   |
| 4 يونيو | 13:00 | الهلال            | 3-1     | بيكان طهران       | 25-23      | 28-30      | 25-21      | 25-18      |            | 103-92  |
| 4 يونيو | 17:00 | راهات سسكا        | 3-0     | شانغهاي أوريينتال | 31-29      | 25-19      | 29-27      |            |            | 85-75   |
| 5 يونيو | 13:00 | آسيا وورلد        | 3-0     | راهات سسكا        | 25-22      | 25-18      | 25-16      |            |            | 75-56   |
| 5 يونيو | 15:00 | شانغهاي أوريينتال | 3-0     | الهلال            | 29-27      | 25-19      | 25-19      |            |            | 79-65   |
| 5 يونيو | 17:00 | بيكان طهران       | 0-3     | الأهلي            | 15-25      | 18-25      | 23-25      |            |            | 56-75   |

## تحديد المراكز 9-12

### النصف النهائي
| التاريخ | الوقت | الفريق 1      | النتيجة | الفريق 2   | المجموعة 1 | المجموعة 2 | المجموعة 3 | المجموعة 4 | المجموعة 5 | المجموع |
| ------- | ----- | ------------- | ------- | ---------- | ---------- | ---------- | ---------- | ---------- | ---------- | ------- |
| 7 يونيو | 09:00 | أيه جي إم كيه | 3-0     | راهات سسكا | 28-26      | 25-15      | 25-14      |            |            | 78-55   |
| 7 يونيو | 11:00 | آسيا وورلد    | 0-3     | سانغ سوم   | 17-25      | 13-25      | 17-25      |            |            | 47-75   |

### تحديد المركز 11
| التاريخ | الوقت | الفريق 1 | النتيجة | الفريق 2      | المجموعة 1 | المجموعة 2 | المجموعة 3 | المجموعة 4 | المجموعة 5 | المجموع |
| ------- | ----- | -------- | ------- | ------------- | ---------- | ---------- | ---------- | ---------- | ---------- | ------- |
| 8 يونيو | 10:00 | سانغ سوم | 3-2     | أيه جي إم كيه | 25-27      | 25-23      | 19-25      | 25-13      | 15-5       | 109-93  |

### تحديد المركز 9
| التاريخ | الوقت | الفريق 1   | النتيجة | الفريق 2   | المجموعة 1 | المجموعة 2 | المجموعة 3 | المجموعة 4 | المجموعة 5 | المجموع |
| ------- | ----- | ---------- | ------- | ---------- | ---------- | ---------- | ---------- | ---------- | ---------- | ------- |
| 8 يونيو | 12:00 | آسيا وورلد | 3-1     | راهات سسكا | 25-16      | 23-25      | 25-10      | 25-17      |            | 98-68   |

## تحديد المراكز 5-8

### النصف النهائي
| التاريخ | الوقت | الفريق 1         | النتيجة | الفريق 2          | المجموعة 1 | المجموعة 2 | المجموعة 3 | المجموعة 4 | المجموعة 5 | المجموع |
| ------- | ----- | ---------------- | ------- | ----------------- | ---------- | ---------- | ---------- | ---------- | ---------- | ------- |
| 7 يونيو | 13:00 | سونتوري سانبيردز | 1-3     | شانغهاي أوريينتال | 36-34      | 21-25      | 12-25      | 16-25      |            | 85-109  |
| 7 يونيو | 15:00 | الأهلي           | 3-2     | غارودا إندونيسيا  | 22-25      | 25-19      | 18-25      | 25-20      | 15-11      | 105-100 |

### تحديد المركز 7
| التاريخ | الوقت | الفريق 1 | النتيجة | الفريق 2          | المجموعة 1 | المجموعة 2 | المجموعة 3 | المجموعة 4 | المجموعة 5 | المجموع |
| ------- | ----- | -------- | ------- | ----------------- | ---------- | ---------- | ---------- | ---------- | ---------- | ------- |
| 8 يونيو | 10:00 | الأهلي   | 3-0     | شانغهاي أوريينتال | 25-20      | 25-21      | 25-19      |            |            | 75-60   |

### تحديد المركز 5
| التاريخ | الوقت | الفريق 1         | النتيجة | الفريق 2         | المجموعة 1 | المجموعة 2 | المجموعة 3 | المجموعة 4 | المجموعة 5 | المجموع |
| ------- | ----- | ---------------- | ------- | ---------------- | ---------- | ---------- | ---------- | ---------- | ---------- | ------- |
| 8 يونيو | 12:00 | غارودا إندونيسيا | 3-1     | سونتوري سانبيردز | 19-25      | 25-21      | 25-20      | 25-19      |            | 94-85   |

## الدور النهائي

### النصف النهائي
| التاريخ | الوقت | الفريق 1 | النتيجة | الفريق 2    | المجموعة 1 | المجموعة 2 | المجموعة 3 | المجموعة 4 | المجموعة 5 | المجموع |
| ------- | ----- | -------- | ------- | ----------- | ---------- | ---------- | ---------- | ---------- | ---------- | ------- |
| 7 يونيو | 17:00 | العربي   | 3-0     | بيكان طهران | 25-22      | 25-14      | 25-22      |            |            | 75-58   |
| 7 يونيو | 19:00 | الهلال   | 1-3     | النجمة      | 23-25      | 25-21      | 21-25      | 21-25      |            | 90-96   |

### تحديد المركز 3
| التاريخ | الوقت | الفريق 1 | النتيجة | الفريق 2 | المجموعة 1 | المجموعة 2 | المجموعة 3 | المجموعة 4 | المجموعة 5 | المجموع |
| ------- | ----- | -------- | ------- | -------- | ---------- | ---------- | ---------- | ---------- | ---------- | ------- |
| 8 يونيو | 16:00 | النجمة   | 3-1     | العربي   | 19-25      | 25-20      | 25-18      | 28-26      |            | 97-89   |

### تحديد المركز 1
| التاريخ | الوقت | الفريق 1 | النتيجة | الفريق 2    | المجموعة 1 | المجموعة 2 | المجموعة 3 | المجموعة 4 | المجموعة 5 | المجموع |
| ------- | ----- | -------- | ------- | ----------- | ---------- | ---------- | ---------- | ---------- | ---------- | ------- |
| 8 يونيو | 12:00 | الهلال   | 3-0     | بيكان طهران | 25-14      | 25-22      | 25-17      |            |            | 75-53   |

## الترتيب النهائي
| الترتيب | الفريق                |
| ------- | --------------------- |
| الأول   | بيكان طهران           |
| الثاني  | الهلال                |
| الثالث  | العربي                |
| 4       | النجمة                |
| 5       | سونتوري سانبيردز      |
| 6       | غارودا إندونيسيا      |
| 7       | شانغهاي أوريينتال     |
| 8       | نادي الأهلي الإماراتي |
| 9       | راهات سسكا            |
| 10      | آسيا وورلد            |
| 11      | أيه جي إم كيه         |
| 12      | سانغ سوم              |

## الجوائز
- أفضل لاعب في البطولة:  محمد سليماني (بيكان طهران)
- أفضل مسجل:  بيمان أكبري (بيكان طهران)
- أفضل مرسل:  محمد توركاشفاند (بيكان طهران)
- أفضل ضارب:  جمعة فرج (النادي العربي (قطر)|العربي)
- أفضل مصد:  محمد موسوي (بيكان طهران)
- أفضل ليبرو:  فارهاد ظريف (بيكان طهران)
- أفضل معد:  خليل حاجي (نادي الهلال السعودي|الهلال)
- أفضل ضارب خلفي:  أحمد البخيت (نادي الهلال السعودي|الهلال)